# كارلوس بارا
كارلوس بارا (بالإسبانية: Carlos Barra) (6 نوفمبر 1968 في المكسيك - ) هو مدرب كرة قدم ولاعب كرة قدم مكسيكي في مركز الوسط. شارك مع منتخب المكسيك لكرة القدم. أما مع النوادي، فقد لعب مع كروز آزول وتيبورونيس روخوس دي فيراكروز ونادي موريليا الرياضي.

## روابط خارجية
- كارلوس بارا على موقع قاعدة بيانات كرة القدم.إي يو (الإنجليزية)
- كارلوس بارا على موقع ناشيونال فوتبول تيمز (الإنجليزية)
- كارلوس بارا على موقع عالم كرة القدم.نت (الإنجليزية)